# Daniel Jeandupeux
Daniel Jeandupeux (Saint-Imier, 7 februari 1949) is een voormalig voetballer uit Zwitserland die speelde als aanvaller. Hij stapte na zijn actieve loopbaan het trainersvak in en was midden jaren tachtig onder meer bondscoach van zijn vaderland Zwitserland (1986-1989). Zelf speelde hij 35 interlands (twee goals) voor Zwitserland in de periode 1969-1977. Als trainer leidde hij FC Sion in het seizoen 1979/80 naar de bekerzege.

## Erelijst
FC Zürich
- Zwitsers landskampioen

1974, 1975, 1981
- Zwitserse beker

1972, 1973
 FC Sion
- Zwitserse beker

1980